# Edgar von Heeringen
Edgar von Heeringen (* 5. März 1941 in Berlin; † 16. Dezember 2019 in Wiesbaden) war ein deutscher Regisseur.

## Leben
Edgar von Heeringen wurde am 5. März 1941 in Berlin geboren und lebte ab 1947 in Schafbrücke (Saarbrücken).
Seine Karriere begann 1959 als Volontär bei der Saar Film Produktion. Im Jahr darauf besuchte er das Deutsche Institut für Film und Fernsehen in München (ab 1966 Hochschule für Fernsehen und Film München) und arbeitete parallel dazu als Aufnahmeleiter, Regieassistent und Kameraassistent. 1960 drehte der US-amerikanische Regisseur Byron Haskin, unter anderem in München, den Kriegsfilm  Armored Command (Panzer nach vorn). Bei dieser Produktion war Edgar von Heeringen Kameraassistent von Ernest Haller, der durch seine Kameraarbeit bei dem Filmklassiker Gone with the wind (Vom Winde verweht) berühmt wurde. 1961 wechselte Edgar von Heeringen als Produktions- und Regieassistent zum Saarländischen Rundfunk. Von 1962 bis 1999 arbeitete er als festangestellter Regisseur für das ZDF. Ab November 1962 führte er beim ZDF die Bildregie für die Nachrichtensendung heute, Die Drehscheibe sowie für Bundestagsdebatten und Livesendungen verschiedener Parteitage.
Im Alter von 22 Jahren begann seine eigentliche Regiekarriere. So führte er 1963 Regie bei der Sondersendung 15 Jahre Bundestag mit Konrad Adenauer. Ab 1965 bei den Mode-Musiksendungen Paris, Rom, London aktuell. In den Jahren 1971 bis 1980 bei der V.I.P.-Schaukel mit Margret Dünser. Ferner war er Mitautor und Regisseur bei Porträts unter anderem über Nelson Rockefeller  (Sie nennen ihn Rocky), Ronald Biggs (Geblieben ist nicht mal der Ruhm), Richard Burton (Wer sagt mir, wer ich bin), Sophia Loren (Ein neapolitanisches Wunder), Henry Miller (Bekenntnisse des Henry Miller), Orson Welles (Orson Welles, das vermarktete Genie) und Ivan Chiffre (Die 1000 Tode des Ivan Chiffre).
Am 5. Juni 1980 starb Margret Dünser und Edgar von Heeringen setzte ihr im Jahr darauf als Autor und Regisseur mit der Hommage Margret Dünser, auf der Suche nach dem Besonderen ein filmisches Denkmal.
In den 1980er Jahren führte er Regie bei der Kochshow Essen wie Gott in Deutschland sowie bei der Unterhaltungssendung Klassentreffen. Als Redakteur betreute er die Schmunzelgeschichten und Lach mal wieder.
Die Sendungen Paris aktuell und V.I.P.-Schaukel werden heute noch auf Filmhochschulen exemplarisch als neue Wege der Fernsehunterhaltung gezeigt.
Seit 1999 war Edgar von Heeringen pensioniert. Er verstarb am 16. Dezember 2019.

## Vorfahren
Die von Heeringens (vormals auch Heringen) sind ein thüringischer Uradel mit gleichnamigem Stammhaus bei Sangerhausen. Der erste war Reinardus de Heringen, dessen Name in den Urkunden des Stiftes Walkenried (Grotefend) 1172 Erwähnung fand. Seit Mitte des achtzehnten Jahrhunderts schreibt sich das Geschlecht von Heeringen. Ein gleichnamiges elsässisches und hessisches Geschlecht von Heeringen ist im sechzehnten Jahrhundert erloschen.